# Ioan-Vasile Leb
Ioan-Vasile Leb (* 30. Januar 1953 in Sálfalva) ist ein orthodoxer Theologe und Lehrbeauftragter an der Universität München.

## Leben
Er studierte orthodoxe Theologie in Hermannstadt und Bukarest und dann an der Evangelisch-Theologischen Fakultät in Heidelberg, wo er bei Friedrich Heyer und Adolf Martin Ritter 1981 mit einer Doktorarbeit über Die Entwicklung der orthodox-altkatholischen Beziehungen bilateral und im Rahmen der ökumenischen Bewegung promovierte. Sein Doktortitel wurde 1989 von der Fakultät für Orthodoxe Theologie Bukarest anerkannt. Von 1982 bis 1990 war er Assistent und Lektor an dem Orthodox-Theologischen Institut von Sibiu und lehrt seit 1990 als Dozent und Professor für Kirchengeschichte an der Fakultät für Orthodoxe Theologie an der Babeș-Bolyai-Universität Cluj. Von 2000 bis 2004 war er auch Dekan dieser Fakultät.

## Schriften (Auswahl)
- Orthodoxie und Altkatholizismus. Einhundert Jahre ökumenische Zusammenarbeit, Cluj-Napoca 1995, ISBN 973-96280-2-8.
- Die Rumänische Orthodoxe Kirche im Wandel der Zeiten, Cluj-Napoca 1998, ISBN 973-9354-13-0.
- Teologie şi istorie. Studii de Patristică şi Istorie Bisericească, Cluj-Napoca 1999, ISBN 9739896308.
- Biserică şi implicare, Cluj-Napoca 2000, ISBN 9738089026.
- Dialogul ortodoxo-vechi catolic. Stadiul actual şi perspectivele sale, Editura Renaşterea, Cluj-Napoca 2000, ISBN 9739793851.
- Biserica în acţiune, Editura Limes, Cluj-Napoca 2001, ISBN 9738089492.